# Дон Г'юїтт
Дон Г'юїтт (англ. Donald Shepard "Don" Hewitt; 14 грудня 1922 — 19 серпня 2009) — американський тележурналіст, творець однієї з найвідоміших американських телепрограм «60 хвилин», його вважають одним з творців сучасної новинної тележурналістики.
Практично все життя Г'юїтт пропрацював в телерадіокомпанії CBS. Програма «60 хвилин» стала однією з найвпливовіших щотижневих програм про поточні події на американському телебаченні. Г'юїтт був її ведучим впродовж багатьох років і пішов з цієї посади лише в 2004 році, коли йому виповнився 81 рік.
За роки роботи Г'юїтт вісім разів ставав лауреатом телевізійної премії «Еммі». Він вів історичні президентські дебати між Джоном Кеннеді і Річардом Ніксоном.
Історії програми «60 хвилин» Г'юїтт присвятив книгу «Хвилина за хвилиною».
У Г'юїтта діагностували рак підшлункової залози в березні 2009 року. Він помер 19 серпня 2009 у власному будинку в Бриджгемптоні в штаті Нью-Йорк.
У фільмі «Своя людина» 1999 року роль Г'юїтта виконав актор Філіп Бейкер Голл.